# François Colímon
François Colímon (ur. 10 lipca 1934 w Gonaïves, zm. 4 listopada 2022 w Port-au-Prince
) – haitański duchowny rzymskokatolicki, w latach 1982–2008 biskup Port-de-Paix.

## Życiorys
Święcenia kapłańskie przyjął 11 lutego 1962. 18 września 1978 został prekonizowany koadiutorem diecezji Port-de-Paix. Sakrę biskupią otrzymał 8 grudnia 1978. 22 lutego 1982 objął urząd biskupa diecezjalnego. 1 marca 2008 zrezygnował z urzędu.